# Рощепій Яків Устинович
Яків Устимович Рощепій (10 листопада 1879, село Осовець — 30 липня 1958 село Осовець) — український винахідник автоматичної ґвинтівки.

## Біографія
Яків Устимович Рощепій народився 10 листопада 1879 року в селі Осовець (тепер Бобровицького району Чернігівської області). Серед дванадцяти дітей він був найстаршим. Закінчив чотири класи церковно-парафіяльної школи, навчався на «відмінно». Батюшка кілька разів приходив до Якового батька із порадою, що хлопцю треба вчитись далі. Але бідність родини не дала змоги Якову отримати подальшу освіту.
У 1895 році Яків зробив велосипед і їздив на ньому по селу. Для односельців (з переказів очевидців на вшануванні 110-річчя з дня народження Рощепія) найбільшим дивом було, як Яків їхав на двоколісному своєму винаході і не падав. А виготовлений був велосипед, крім ланцюгового приводу, з дерева. Незвичайний транспортний засіб потрапив на очі місцевій знаті, вона й потурбувалась, щоб винахідник із своїм творінням взяв участь у земській виставці досягнень. Звідти Яків повернувся з високою відзнакою і премією в  десять царських рублів. Тоді за такі гроші можна було купити головну тяглову силу на селі – коня, ще й дещо з упряжі.
На Всеросійську виставку Яків виготовив дерев’яне куряче яйце у півлітровій пляшці, за яке одержав грошову премію і диплом учасника виставки. 
У 1898 році Якова призвано на військову службу і направлено у російську фортецю Зегрж Варшавського військового округа, де він служив ковалем зброєремонтної майстерні.
У 1902 році винахідник-самоук запропонував проект самозарядної ґвинтівки оригінальної конструкції, а у 1904 році на базі відомої трьохлінійки Мосіна сконструював першу у Російській імперії десятизарядну автоматичну гвинтівку оригінальної схеми, у якій був нерухомий ствол і напіввільний затвор. На той час основним напрямком розробки автоматичної зброї вважалася конструкція із рухомим стволом, тому розробка Рощепія була революційною за своєю суттю, бо значно підвищувала купчастість і точність бою зброї.
У 1907 році Рощепієм було запропоновано для ґвинтівки Мосіна додатковий магазин на 15 патронів, якій переносився у прикладі.
У 1907 році Яків Рощепій запропонував нову, вдосконалену модель автоматичної ґвинтівки. Тепер успіх 28-річного винахідника був відзначений і високим начальством. За дорученням голови Артилерійського комітету збройовий відділ 20 лютого 1907 року розглянув рапорт начальника рушничного полігона про випробування ґвинтівки Рощепія. У ньому йшлося про те, «що зразок цей в теперішньому вигляді не можна визнати остаточно доопрацьованим, проте він становить істотний інтерес тому, що це перший зразок автоматичної ґвинтівки з нерухомим стволом». Далі начальник полігона повідомляє, що доопрацювання ґвинтівки вимагатиме багато роботи і часу, «а становище Рощепія як у матеріальному плані, так і етичному не можна визнати задовільним». Складаючи рапорт, начальник полігона просить прийняти Рощепія на службу на казенний Сестрорецький збройовий завод «як талановитого винахідника», вважаючи, що було б «цілком справедливо, якби за його тяжкі й посилені труди, не рахуючи творчої праці, було б видано [п. Рощепію] винагороду в триста рублів».
Збройовий відділ повністю погодився з думкою начальника рушничного полігона: «Розглянувши зразок автоматичної ґвинтівки, розробленої п. Рощепієм і визнаючи його роботи такими, що заслуговують найповнішої уваги, оскільки йому вдалося при нерухомому стволі добитися автоматичного екстрактування при вистрілюванні гільзи патрона без будь-яких її пошкоджень, збройовий відділ вважав би вкрай необхідним клопотатися про те, щоб винахідникові було надано всі необхідні засоби для можливості подальшої розробки його системи». Крім того, на думку відділу, начальник Сестрорецького заводу мав би виділити 1000 рублів, «з яких необхідно виплачувати Рощепію платню по 50 рублів на місяць, решту ж — на матеріали й витрати, пов’язані з розробкою ґвинтівки на заводі протягом року». Збройовий відділ також клопотався про видачу винахідникові одноразової винагороди в розмірі 300 рублів. (1 царська десятка або червонець виготовлялася із золота 900-й проби, монета важить 8,6 грами, тож 30 мають загальну вагу 258 грам!)
Успіх перевершив усі сподівання. На Петербурзькій технічній виставці 1910 року автоматичну ґвинтівку Рощепія було відзначено великою срібною медаллю «За трудолюбие и искусство». Ґвинтівка Рощепія зацікавила багатьох. Під час випробування ґвинтівок винахідник був представлений царю Миколі II. Від військового міністерства була видана Рощепію грошова нагорода в 100 рублів і запропоновано доопрацювати та вдосконалити ґвинтівку в більш сприятливих умовах виробництва, ніж він працював до того. Тоді ж він був переведений в унтер-офіцери. Також царські бюрократи змусили Я. У. Рощепія підписати декларацію про те, що у випадку, коли його роботи будуть успішними, він «удовлетворится разовой премией и впредь не будет претендовать ни на что».
Деякі особливо вдалі конструкторські рішення талановитого самородка запозичили австрійський зброяр Андре Шварцлозе для свого кулемета, американський капітан Джон Томпсон для пістолета-кулемета і навіть для складної автоматичної ґвинтівки американця Педерсена. Успіх не запаморочив голову Якову Рощепію. Він продовжує шукати причини затримок і збоїв при стрільбі з його зброї. 1910 року з’являється чергова автоматична ґвинтівка Рощепія. І знову випробування показують, що при оригінальній і досконалій механічній схемі автоматики пристрій працює незадовільно. Не відразу винахідник усвідомив, що причина невдач у гільзі патрона, що застосовується у ґвинтівці.
Навесні 1913 року на Сестрорецькому збройовому заводі Яків Рощепій успішно випробував свою нову ґвинтівку. Її перший дослідний зразок було передано на завод. Після успішного випробовування та схвалення Артилерійським комітетом було видано наряд на виготовлення кількох зразків нової зброї. Завод виконав замовлення до літа 1914 року. Винахідника відзначили премією та великою срібною медаллю. Це збіглося із початком першої світової війни і винахідник сподівався, що цей факт посприяє найскорішому початку виробництва його винаходу, але йому було повідомлено, що у воєнний час «отвлекать завод разработкой какой бы то ни было системы автоматической винтовки совершенно нецелесообразно...», а самого винахідника, разом із іншими зброярами було відправлено на фронт.
Війна показала гостру необхідність у розробці стрілецької зброї, в тому числі й автоматичної, що і змусило військове керівництво згадати про талановитих винахідників. За розпорядженням начальника Головного артилерійського управління (ГАУ) В. Г. Федоров, Я. У. Рощепій і Ф. В. Токарев восени 1915 року було відкликані з діючої армії. Вони прибули на Сестрорецький збройовий завод для продовження робіт зі створення автоматичних ґвинтівок.
Після 1917 року Яків Рощепій продовжив свою конструкторську діяльність на заводі «Арсенал» у Києві. Під час Громадянської війни Рощепій, повернувшись на батьківщину, запропонував свою систему українському уряду і був направлений в Київський арсенал для продовження роботи над гвинтівкою. Робота ця затягнулася, тому що Рощепій удосконалював гвинтівку, створюючи новий зразок 1918 року. Нарешті, в 1920 році Рощепій приїхав з ґвинтівкою в Москву в Головне артилерійське управління, але там не отримав сприяння; опинившись без засобів, Рощепій комусь продав свою ґвинтівку за 700 рублів і, повернувшись на батьківщину, вирішив кинути збройову справу.
Та все ж у кінці 1921 року Я. У. Рощепій очолив збройове виробництво Трудової комуни ім. Бакуніна (Катеринослав). Він дуже уважно підійшов до питання організації праці і освоєння найбільш передових на той момент технологій. За його ініціативою при заводі була відкрита школа фабрично-заводського навчання і організований обмін досвідом між робітниками. На початок 1924 року Яків Устимович Рощепій і Семен Володимирович Владіміров розробили пістолет, названий «Махновець №2». Фактично це був модифікований «Маузер» К-96 з довгим стволом, для виробництва якого в умовах комуни деякі деталі були спрощені, конструкція затвора, запобіжника та ударно-спускового механізму дещо перероблена, але це не вплинуло на збройові якості пістолета.
14 серпня 1928 року конструктор Рощепій представив науково-технічній раді збройово-кулеметного тресту проект нової автоматичної ґвинтівки. Простота і надійність гвинтівки Рощепія, бездоганність її автоматики були відзначені науково-технічною радою. Взагалі простоста пристрою - одна з переваг всіх моделей зброї Якова Устимовича. Але застосування нестандартного (нестереотипного!) патрона поставило хрест на хорошій гвинтівці: «У зв’язку з тим, що ґвинтівка спроектована не під штатний патрон, визнати її виготовлення недоцільним». 
І тільки в розпал Другої світової війни, у 1943 році в Радянському Союзі було розроблено новий, так званий проміжний патрон (займає проміжне положення між ґвинтівочним патроном і пістолетним), який мав не закраїну, а гільзу з проточкою. На 15 років випередив Яків Устимович Рощепій створення автоматичних і самозарядних систем у Радянському Союзі, правильно усвідомивши важливість і навіть критичність гільзи без фланця.
У 1924 році у рідному селі Осовець він виготовив і вивів на лан самохідний зернозбиральний комбайн. Всі металеві та дерев’яні деталі, пружини Яків Устимович виготовив власноручно вдома. На кресленнях він інтуїтивно правильно ставив марку сталі, поперечний розріз валів, розрахунки зубчастих, пасових і фрикційних передач, що могла зробити лише талановита людина. Діюча модель комбайна сама рухалась, підбирала колоски, обмолочувала, видавала в бункер зерно та окремо полову і солому.
Модель комбайна Якова Рощепія відправили до Харкова (тодішньої столиці України), але там винахіднику порадили зробити причіпний комбайн, а модель здали в історичний музей як технічний курйоз. Самохідний комбайн в натуральну величину, виготовлений за розробками самородка, з’явився на українських полях в кінці 40-х, але вже під іншим авторством.
Яків Устимович у 1947 році намагався довести, що це саме він є автором розробки, і свої претензії  адресував Міністерству сільського господарства УРСР. Звідти надійшла відповідь від керівника сектору Хітрова: «Ваш самохідний комбайн – річ неоригінальна. Якщо хочете знати, такий комбайн вперше з’явився в Австрії». При цьому чиновник з міністерства чомусь не звернув увагу на те, що в Європі самохідного комбайна випустили значно пізніше, ніж його сконструював  Рощепій. І розробки його в 1924 році були надто оригінальні, це вони після того, як десь пролежали 24 роки, стали, можливо, вже не такими «свіжими».
Яків Устимович сконструював також у себе у дворі крупорушку та олійницю, якими користувались всі жителі села. Поламав голову, потрудився з братом Митрофаном - і запрацювала в Осовці вітрова електростанція. У 1938 році Яків Устимович ще займався вдосконаленням сільськогосподарських машин і жив у бідності.
Коли фашисти ступили на нашу землю, Якову Устимовичу йшов уже сьомий десяток і на фронт його не забрали. Та найбільше шкодував, що не зміг озброїти наших солдат автоматичною зброєю. Проте в 1943 році при звільненні радянськими військами його села, побачив у одного воїна незвичну ґвинтівку. Розпитав про неї і довідався, що то «самозарядная винтовка Токарева». Вже після війни справжньому її автору вдалося зв’язатись з цим конструктором, і той визнав, що зробив ґвинтівку за системою Рощепія. Доля самородка-винахідника йому не була відома, а Вітчизна опинилась перед загрозою окупації, от і згадали про розробки ще царського періоду, які й лягли в основу виготовлення самозарядки та іншої автоматичної зброї. Прославлений зброяр Федір Токарєв посприяв, щоб суспільству стало відомо ім’я справжнього автора геніального винаходу, 
бо, на жаль, сталося так, що у післявоєнні роки Яків Устимович опинився у забутті у своєму рідному Осовці. 
Особливу роль у його подальшому житті відіграв П. Вершигора, відомий письменник і партизанський командир, Герой Радянського Союзу. Він приїздив до Якова Устимовича восени 1946 року, клопотався про нього. Про винаходи Якова Рощепія у 1950 - 1951 році з’явилися матеріали у журналі «Огонёк», газетах «Радянська Україна», «Красная звезда» та ряду фахових видань. Вони нагадали про винахідника, який був на той час забутий.

Документи Якова Рощепія

Постановою Ради Міністрів УРСР за № 1120 від 11 травня 1951 року Якову Устимовичу Рощепію була призначена персональна пенсія республіканського значення (Токарєв потурбувався) в сумі 400 карбованців (звичайна становила 150 крб.), невідомо лише, коли він почав її одержувати на руки. За деякими архівними документами – з березня 1954 року. Можливо, через бюрократичну тяганину, оскільки повторне свідоцтво про народження йому видали аж у травні 1958 року.
30 липня 1958 року пішов із життя Яків Устимович Рощепій - великий винахідник, персональний пенсіонер республіканського значення. Поховали його тихо, без промов, скромно на кладовищі рідного села Осовець.
У 1989 році з нагоди 110-ї річниці з дня народження Якова Рощепія з допомогою колишніх сусідів Рощепіїв була знайдена могила Якова Устимовича, на якій не було навіть звичайного хреста. Учні з вчителями Щаснівської школи її впорядкували, за кошти сільради і місцевого колгоспу був виготовлений і встановлений пам’ятний знак.
З нагоди 120-ї річниці з дня народження Якова Рощепія коштом односельців і родичів на його могилі була становлена нова гранітна плита.
У Тульському музеї зброї є великий стенд, присвячений винахіднику Якову Рощепію з України, та зберігається автоматична гвинтівка, зібрана особисто винахідником, тоді ще солдатом царської армії Рощепієм.
Багато років на союзному рівні про винахідника і словом не згадували, однак зусиллями земляків вже в незалежній Україні його ім’я повернуте із забуття. В Осовці з’явилася вулиця Рощепія.